# 한무도

한무도 오기법도.

한무도(중국어: 韓武道, 영어: hanmoodo)는 한국인의 기질, 정서, 문화 및 세계관을 근간으로 형성된 무술의 실천적 이론과 기법(技法)이다. 그 기법은 타법(打法), 호신법(護身法), 검도법(劍刀法), 혈법(穴法) 및 무법(武法)으로 구성되어 있다.

## 구성
한무도는 대자연의 운동원리를 인간의 신체운동으로 구현하고 그 동작을 삼대원리(三大元理)라 하며, 이를 바탕으로 무술의 물리적 힘을 이론적으로 해석하고 공격적인 상대의 힘을 다스린다. 즉 거센 바람에 회전하는 바람개비처럼, 휘어지는 대나무처럼, 바람을 거스르는 돛배처럼 자신은 보호하면서 상대의 힘을 이용하거나 무기력화(無氣力化)하는 것이다. 이것을 전환(轉換), 역류(易流), 심화(深和)라고 한다.
한무도의 기법은 동북아시아의 대자연을 해석하는 원리인 오행론에 五法이 배당되어 있으며, 오법에는 타법, 호신법, 검도법, 혈법, 무법이 있다. 타법은 봄의 기운처럼 뻗어나가는 木의 기운이, 호신법은 여름의 기운처럼 쉬지 않고 생장을 돋우는 火의 기운이, 검도법은 가을의 기운처럼 멈추고 갈무리하는 金의 기운이, 혈법은 겨울의 기운처럼 안으로 모든 것을 저장하고 새로운 힘을 북돋우는 水의 기운이, 무법은 계절의 중앙에서 생장을 조절하는 土의 기운이 합하여 武를 이룬다는 무에 대한 세계관을 가지고 있다.

## 내력
1888년 배성전이 기림사에서 수학중 물려받았던 오기법(五技法)을 정리하여 명명한 것이다. 시대적 상황으로 인해 널리 유포되지 못하고 가전으로 전승해오다가 1980년대 기산선생의 4대손인 배병호에 의해 일반인이 쉽게 수련할 수 있도록 현대적인 수련 체계로 발전되었다. 주로 부산, 경남, 경북, 울산 등지에 수련인구가 집중되어 있으며 경상남도 합천에 한무종가가 있다. 기산 선생의 4대손이 6대종사로 있으며 한무도를 일반인들에게 전수하고 있다.

## 같이 보기
- 국선도
- 혈기도
- 단월드
- 택견
- 십팔기도
- 수박도
- 한풀
- 한검도

## 참고 문헌
- 국제신문 고수를 찾아서 2007.6.8 금요일자
- 문화지 봉생문화재단 고수 이사람 종가를 지키는 무인형제 2008년 여름호 p48~51
- 한국의 무예단체현황 국립민속박물관 2003년 국립민속박물관 학술총서 35 p328~330
- PSB(현 KNN) 스포츠팡팡 한무도를 찾아서